# アカデミー助演女優賞
アカデミー助演女優賞（アカデミーじょえんじょゆうしょう、Academy Award for Best Supporting Actress）は、アカデミー賞の一部門で、1936年の第9回からとりいれられた。なお、第9回から第15回までの受賞者にあたえられたのは、オスカー像ではなくオスカー像の描かれた楯であったが、1944年に開催された第16回授賞式からは、実物大の像が贈られるようになった。
最年少受賞者、最年少候補者はテータム・オニールの10歳。最年長受賞者はペギー・アシュクロフトの77歳、最年長候補者はグロリア・スチュアートの87歳。
最多受賞者は2回受賞のシェリー・ウィンタース、ダイアン・ウィースト。最多候補者はセルマ・リッターの6回。
非白人（黒人）として、初めて受賞したのはハティ・マクダニエル。LGBTQ＋を公言している俳優が、初めて受賞したのはアリアナ・デボーズ。

## 主な記録
| 項目       | 記録 | 記録保持者                                  | 備考                             |
| ---------- | ---- | ------------------------------------------- | -------------------------------- |
| 最多受賞   | 2回  | シェリー・ウィンタース ダイアン・ウィースト |                                  |
| 最多候補   | 6回  | セルマ・リッター                            |                                  |
| 最年少受賞 | 10歳 | テータム・オニール                          | 作品：1973年『ペーパー・ムーン』 |
| 最年少候補 | 10歳 | テータム・オニール                          | 作品：1973年『ペーパー・ムーン』 |
| 最年長受賞 | 77歳 | ペギー・アシュクロフト                      | 作品：1984年『インドへの道』     |
| 最年長候補 | 87歳 | グロリア・スチュアート                      | 作品：1997年『タイタニック』     |

その他の記録
| 記録           | 記録保持者           | 備考                           |
| -------------- | -------------------- | ------------------------------ |
| 黒人初受賞者   | ハティ・マクダニエル | 作品：1939年『風と共に去りぬ』 |
| アジア人初受賞 | ナンシー梅木         | 作品：1957年『サヨナラ』       |

## 受賞一覧

### 1930年代
| 年                                 | 女優名             | 作品名                           | 役名 |
| ---------------------------------- | ------------------ | -------------------------------- | ---- |
| 1936年 （第9回）                   |                    |                                  |      |
| ゲイル・ソンダガード               | 風雲児アドヴァース | フェイス・パレオロゴス           |      |
| ビューラ・ボンディ                 | 豪華一代娘         | レイチェル・ジャクソン           |      |
| アリス・ブラディ                   | 襤褸と宝石         | アンジェリカ・ブロック           |      |
| ボニータ・グランヴィル             | この三人           | マリー・ティルフォード           |      |
| マリア・オースペンスカヤ           | 孔雀夫人           | フォン・オーベルスドルフ男爵夫人 |      |
| 1937年 （第10回）                  |                    |                                  |      |
| アリス・ブラディ                   | シカゴ             | モリー・オリアリー               |      |
| アンドレア・リーズ                 | ステージ・ドア     | ケイ・ハミルトン                 |      |
| アン・シャーリー                   | ステラ・ダラス     | ローレル・"ロリー"・ダラス       |      |
| クレア・トレヴァー                 | デッドエンド       | フランシー                       |      |
| メイ・ウィッティ                   | 夜は必ず来る       | ブラムソン夫人                   |      |
| 1938年 （第11回）                  |                    |                                  |      |
| フェイ・ベインター                 | 黒蘭の女           | ベル・マッセイおばさん           |      |
| ボーラ・ボンディ                   | Of Human Hearts    | マリー・ウィンキンス             |      |
| ビリー・バーク                     | Merrily We Live    | エミリー・キルボーン             |      |
| スプリング・バイントン             | 我が家の楽園       | ペニー・シカモア                 |      |
| ミリザ・コルジャス                 | グレート・ワルツ   | カーラ・ドナー                   |      |
| 1939年 （第12回）                  |                    |                                  |      |
| ハティ・マクダニエル               | 風と共に去りぬ     | マミー                           |      |
| オリヴィア・デ・ハヴィランド       | 風と共に去りぬ     | メラニー・ハミルトン             |      |
| ジェラルディン・フィッツジェラルド | 嵐が丘             | イザベラ・リントン               |      |
| エドナ・メイ・オリバー             | モホークの太鼓     | マクレナー夫人                   |      |
| マリア・オースペンスカヤ           | 邂逅               | ミシェルの祖母                   |      |

### 1940年代
| 年                             | 女優名                       | 作品名                           | 役名 |
| ------------------------------ | ---------------------------- | -------------------------------- | ---- |
| 1940年 （第13回）              |                              |                                  |      |
| ジェーン・ダーウェル           | 怒りの葡萄                   | マ・ジョード                     |      |
| ジュディス・アンダーソン       | レベッカ                     | ダンヴァース夫人                 |      |
| ルース・ハッセイ               | フィラデルフィア物語         | エリザベス・イムブリー           |      |
| バーバラ・オニール             | 凡てこの世も天国も           | プラズラン公爵夫人               |      |
| マージョリー・ランボー         | 桜草の丘                     | マミー・アダムス                 |      |
| 1941年 （第14回）              |                              |                                  |      |
| メアリー・アスター             | 偉大な嘘                     | サンドラ・コヴァク               |      |
| サラ・オールグッド             | わが谷は緑なりき             | ベス・モーガン                   |      |
| パトリシア・コリンジ           | 偽りの花園                   | バーディ・ハバード               |      |
| テレサ・ライト                 | 偽りの花園                   | アレクサンドラ・ギデンズ         |      |
| マーガレット・ウィッチャーリー | ヨーク軍曹                   | ヨークの母                       |      |
| 1942年 （第15回）              |                              |                                  |      |
| テレサ・ライト                 | ミニヴァー夫人               | キャロル・ベルドン               |      |
| グラディス・クーパー           | 情熱の航路                   | ミセス・ヴェイル                 |      |
| アグネス・ムーアヘッド         | 偉大なるアンバーソン家の人々 | ファニー                         |      |
| スーザン・ピータース           | 心の旅路                     | キティ                           |      |
| メイ・ウィッティ               | ミニヴァー夫人               | レディ・ベルドン                 |      |
| 1943年 （第16回）              |                              |                                  |      |
| カティーナ・パクシヌー         | 誰が為に鐘は鳴る             | ピラー                           |      |
| グラディス・クーパー           | 聖処女                       | マリー・テレーズ・ヴォズー修道女 |      |
| ポーレット・ゴダード           | So Proudly We Hail!          | ジョーン・オドール中尉           |      |
| アン・リヴィア                 | 聖処女                       | ルイス・スビルー                 |      |
| ルシル・ワトソン               | ラインの監視                 | ファニー・ファレリー             |      |
| 1944年 （第17回）              |                              |                                  |      |
| エセル・バリモア               | 孤独な心                     | マ・モット                       |      |
| ジェニファー・ジョーンズ       | 君去りし後                   | ジェーン・デボラ・ヒルトン       |      |
| アンジェラ・ランズベリー       | ガス燈                       | ナンシー・オリヴァー             |      |
| アリン・マクマホン             | Dragon Seed                  | Ling Tan's Wife                  |      |
| アグネス・ムーアヘッド         | パーキントン夫人             | アスパシア・コンティ伯爵夫人     |      |
| 1945年 （第18回）              |                              |                                  |      |
| アン・リヴィア                 | 緑園の天使                   | ブラウン夫人                     |      |
| イヴ・アーデン                 | ミルドレッド・ピアース       | アイダ・コーウィン               |      |
| アン・ブライス                 | ミルドレッド・ピアース       | ヴィーダ・ピアース・フォレスター |      |
| アンジェラ・ランズベリー       | ドリアン・グレイの肖像       | シビル・ベイン                   |      |
| ジョーン・ローリング           | 小麦は緑                     | ベシイ・ワアテイ                 |      |
| 1946年 （第19回）              |                              |                                  |      |
| アン・バクスター               | 剃刀の刃                     | ソフィ・マクドナルド             |      |
| エセル・バリモア               | らせん階段                   | ウォレン夫人                     |      |
| リリアン・ギッシュ             | 白昼の決闘                   | ローラ・マキャンレス             |      |
| フローラ・ロブソン             | サラトガ本線                 | アンジェリク                     |      |
| ゲイル・ソンダガード           | アンナとシャム王             | ティアン王妃                     |      |
| 1947年 （第20回）              |                              |                                  |      |
| セレステ・ホルム               | 紳士協定                     | アン・デトリー                   |      |
| エセル・バリモア               | パラダイン夫人の恋           | ソフィー・ホーフィールド         |      |
| グロリア・グレアム             | 十字砲火                     | ジニー・トレメイン               |      |
| マージョリー・メイン           | 卵と私                       | マ・ケトル                       |      |
| アン・リヴィア                 | 紳士協定                     | グリーン夫人                     |      |
| 1948年 （第21回）              |                              |                                  |      |
| クレア・トレヴァー             | キー・ラーゴ                 | ゲイ・ドーン                     |      |
| バーバラ・ベル・ゲデス         | ママの想い出                 | カトリン・ハンソン               |      |
| エレン・コービイ               | ママの想い出                 | トリーナおばさん                 |      |
| アグネス・ムーアヘッド         | ジョニー・ベリンダ           | アギー・マクドナルド             |      |
| ジーン・シモンズ               | ハムレット                   | オフィーリア                     |      |
| 1949年 （第22回）              |                              |                                  |      |
| マーセデス・マッケンブリッジ   | オール・ザ・キングスメン     | セイディ・バーク                 |      |
| エセル・バリモア               | ピンキー                     | ミス・エム                       |      |
| セレステ・ホルム               | 星は輝く                     | Sister Scholastica               |      |
| エルザ・ランチェスター         | 星は輝く                     | アメリア・ポッツ                 |      |
| エセル・ウォーターズ           | ピンキー                     | ダイシー・ジョンソン             |      |

### 1950年代
| 年                           | 女優名               | 作品名                             | 役名 |
| ---------------------------- | -------------------- | ---------------------------------- | ---- |
| 1950年 （第23回）            |                      |                                    |      |
| ジョセフィン・ハル           | ハーヴェイ           | ヴィタ・ルイーズ・シモンズ         |      |
| ホープ・エマーソン           | 女囚の掟             | イヴリン・ハーパー                 |      |
| セレステ・ホルム             | イヴの総て           | カレン・リチャーズ                 |      |
| ナンシー・オルソン           | サンセット大通り     | ベティ・シェーファー               |      |
| セルマ・リッター             | イヴの総て           | バーディ                           |      |
| 1951年 （第24回）            |                      |                                    |      |
| キム・ハンター               | 欲望という名の電車   | ステラ・コワルスキー               |      |
| ジョーン・ブロンデル         | 青いヴェール         | アニー・ローリンズ                 |      |
| ミルドレッド・ダンノック     | セールスマンの死     | リンダ・ロマン                     |      |
| リー・グラント               | 探偵物語             | 万引き女                           |      |
| セルマ・リッター             | The Mating Season    | エレン・マクナルティ               |      |
| 1952年 （第25回）            |                      |                                    |      |
| グロリア・グレアム           | 悪人と美女           | ローズマリー・バートロウ           |      |
| ジーン・ヘイゲン             | 雨に唄えば           | リナ・ラモント                     |      |
| コレット・マルシャン         | 赤い風車             | マリー・シャルレ                   |      |
| テリー・ムーア               | 愛しのシバよ帰れ     | マリー・バックホルダー             |      |
| セルマ・リッター             | わが心に歌えば       | クランシー                         |      |
| 1953年 （第26回）            |                      |                                    |      |
| ドナ・リード                 | 地上より永遠に       | アルマ・"ロリーン"・バーク         |      |
| グレース・ケリー             | モガンボ             | リンダ・ノードリー                 |      |
| ジェラルディン・ペイジ       | ホンドー             | アンジー・ロウ                     |      |
| マージョリー・ランボー       | Torch Song           | ミセス・スチュワート               |      |
| セルマ・リッター             | 拾った女             | モエ                               |      |
| 1954年 （第27回）            |                      |                                    |      |
| エヴァ・マリー・セイント     | 波止場               | エディ・ドイル                     |      |
| ニナ・フォック               | 重役室               | エリカ・マーティン                 |      |
| ケティ・フラド               | 折れた槍             | セニョーラ・デヴロー               |      |
| ジャン・スターリング         | 紅の翼               | サリー・マッキー                   |      |
| クレア・トレヴァー           | 紅の翼               | メイ・ホルスト                     |      |
| 1955年 （第28回）            |                      |                                    |      |
| ジョー・ヴァン・フリート     | エデンの東           | ケイト                             |      |
| ベッツィ・ブレア             | マーティ             | クレア・スナイダー                 |      |
| ペギー・リー                 | 皆殺しのトランペット | ローズ・ホプキンス                 |      |
| マリサ・パヴァン             | バラの刺青           | ローザ・デッレ・ローズ             |      |
| ナタリー・ウッド             | 理由なき反抗         | ジュデイ                           |      |
| 1956年 （第29回）            |                      |                                    |      |
| ドロシー・マローン           | 風と共に散る         | マリリー・ハドリー                 |      |
| ミルドレッド・ダンノック     | ベビイ・ドール       | ローズ・コンフォート               |      |
| アイリーン・ヘッカート       | 悪い種子             | オルタンス・デイグル               |      |
| マーセデス・マッケンブリッジ | ジャイアンツ         | ラズ・ベネディクト                 |      |
| パティ・マコーマック         | 悪い種子             | ローダ・ペンマーク                 |      |
| 1957年 （第30回）            |                      |                                    |      |
| ミヨシ・ウメキ               | サヨナラ             | カツミ                             |      |
| キャロリン・ジョーンズ       | 独身者のパーティ     | 実存主義者                         |      |
| エルザ・ランチェスター       | 情婦                 | ミス・プリムソル                   |      |
| ホープ・ラング               | 青春物語             | セレーナ・クロス                   |      |
| ダイアン・ヴァーシ           | 青春物語             | アリソン・マッケンジー             |      |
| 1958年 （第31回）            |                      |                                    |      |
| ウェンディ・ヒラー           | 旅路                 | パット・クーパー                   |      |
| ペギー・キャス               | メイム叔母さん       | アグネス・グーチ                   |      |
| マーサ・ハイヤー             | 走り来る人々         | グウェン・フレンチ                 |      |
| モーリン・ステイプルトン     | 孤独の旅路           | フェイ・ドイル                     |      |
| カーラ・ウィリアムズ         | 手錠のまゝの脱獄     | ビリーの母                         |      |
| 1959年 （第32回）            |                      |                                    |      |
| シェリー・ウィンタース       | アンネの日記         | アウグステ・ファン・ペルス         |      |
| ハーマイアニ・バドリー       | 年上の女             | エルスペス                         |      |
| スーザン・コーナー           | 悲しみは空の彼方に   | サラ・ジェーン・ジョンソン（18歳） |      |
| ファニタ・ムーア             | 悲しみは空の彼方に   | アニー・ジョンソン                 |      |
| セルマ・リッター             | 夜を楽しく           | アルマ                             |      |

### 1960年代
| 年                         | 女優名                             | 作品名                                       | 役名 |
| -------------------------- | ---------------------------------- | -------------------------------------------- | ---- |
| 1960年 （第33回）          |                                    |                                              |      |
| シャーリー・ジョーンズ     | エルマー・ガントリー/魅せられた男  | ルル・ベインズ                               |      |
| グリニス・ジョンズ         | サンダウナーズ                     | ミセス・ファース                             |      |
| シャーリー・ナイト         | 階段の上の暗闇                     | リーニー・フラッド                           |      |
| ジャネット・リー           | サイコ                             | マリオン・クレイン                           |      |
| メアリー・ユーア           | 息子と恋人                         | クララ・ドーズ                               |      |
| 1961年 （第34回）          |                                    |                                              |      |
| リタ・モレノ               | ウエスト・サイド物語               | アニタ・デル・カルメン                       |      |
| フェイ・ベインター         | 噂の二人                           | アメリア・ティルフォード                     |      |
| ジュディ・ガーランド       | ニュールンベルグ裁判               | イレーネ・ホフマン・ウォルナー               |      |
| ロッテ・レーニャ           | ローマの哀愁                       | マグダ・テッリビリ＝ゴンザレス伯爵夫人       |      |
| ウナ・マーケル             | 肉体のすきま風                     | ワインミラー夫人                             |      |
| 1962年 （第35回）          |                                    |                                              |      |
| パティ・デューク           | 奇跡の人                           | ヘレン・ケラー                               |      |
| メアリー・バダム           | アラバマ物語                       | ジェーン・ルイス・"スカウト"・フィンチ       |      |
| シャーリー・ナイト         | 渇いた太陽                         | ヘブンリー・フィンレー                       |      |
| アンジェラ・ランズベリー   | 影なき狙撃者                       | エレノア・アイスリン夫人                     |      |
| セルマ・リッター           | 終身犯                             | エリザベス・ストラウド                       |      |
| 1963年 （第36回）          |                                    |                                              |      |
| マーガレット・ラザフォード | 予期せぬ出来事                     | ブライトン公爵夫人                           |      |
| ダイアン・シレント         | トム・ジョーンズの華麗な冒険       | モリー・シーグリム                           |      |
| イーディス・エヴァンス     | トム・ジョーンズの華麗な冒険       | ミス・ウェスタン                             |      |
| ジョイス・レッドマン       | トム・ジョーンズの華麗な冒険       | ミセス・ウォーターズ（ジェニー・ジョーンズ） |      |
| リリア・スカラ             | 野のユリ                           | マザー・マリア・マルト                       |      |
| 1964年 （第37回）          |                                    |                                              |      |
| リラ・ケドロヴァ           | その男ゾルバ                       | マダム・ホーテンス                           |      |
| グラディス・クーパー       | マイ・フェア・レディ               | ヒギンズ夫人                                 |      |
| イーディス・エヴァンス     | ドーヴァーの青い花                 | セントモーム夫人                             |      |
| グレイソン・ホール         | イグアナの夜                       | ジュディス・フェローズ                       |      |
| アグネス・ムーアヘッド     | ふるえて眠れ                       | ヴェルマ                                     |      |
| 1965年 （第38回）          |                                    |                                              |      |
| シェリー・ウィンタース     | いつか見た青い空                   | ローズアン・ダーシー                         |      |
| ルース・ゴードン           | サンセット物語                     | ミセス・クローバー / ディーラー              |      |
| ジョイス・レッドマン       | オセロ                             | エミリア                                     |      |
| マギー・スミス             | オセロ                             | デズデモーナ                                 |      |
| ペギー・ウッド             | サウンド・オブ・ミュージック       | 修道院長                                     |      |
| 1966年 （第39回）          |                                    |                                              |      |
| サンディ・デニス           | バージニア・ウルフなんかこわくない | ハニー                                       |      |
| ウェンディ・ヒラー         | わが命つきるとも                   | アリス・モア                                 |      |
| ジョスリン・ラガード       | ハワイ                             | マラマ女王                                   |      |
| ヴィヴィエン・マーチャント | アルフィー                         | リリー                                       |      |
| ジェラルディン・ペイジ     | 大人になれば…                      | マージェリー・チャンティクリア               |      |
| 1967年 （第40回）          |                                    |                                              |      |
| エステル・パーソンズ       | 俺たちに明日はない                 | ブランチ・バロウ                             |      |
| キャロル・チャニング       | モダン・ミリー                     | マジー                                       |      |
| ミルドレッド・ナトウィック | 裸足で散歩                         | エセル・バンクス                             |      |
| ビア・リチャーズ           | 招かれざる客                       | プレンティス夫人                             |      |
| キャサリン・ロス           | 卒業                               | エレーン・ロビンソン                         |      |
| 1968年 （第41回）          |                                    |                                              |      |
| ルース・ゴードン           | ローズマリーの赤ちゃん             | ミニー・カスタベット                         |      |
| リン・カーリン             | フェイシズ                         | マリア・フォースト                           |      |
| ソンドラ・ロック           | 愛すれど心さびしく                 | ミッキー・ケリー                             |      |
| ケイ・メドフォード         | ファニー・ガール                   | ローズ・ブライス                             |      |
| エステル・パーソンズ       | レーチェル レーチェル              | キャラ・マッキー                             |      |
| 1969年 （第42回）          |                                    |                                              |      |
| ゴールディ・ホーン         | サボテンの花                       | トニ・シモンズ                               |      |
| キャシー・バーンズ         | 去年の夏                           | ローダ                                       |      |
| ダイアン・キャノン         | ボブ&キャロル&テッド&アリス        | アリス・ヘンダーソン                         |      |
| シルヴィア・マイルズ       | 真夜中のカーボーイ                 | キャス                                       |      |
| スザンナ・ヨーク           | ひとりぼっちの青春                 | アリス・ルブラン                             |      |

### 1970年代
| 年                         | 女優名                       | 作品名                             | 役名 |
| -------------------------- | ---------------------------- | ---------------------------------- | ---- |
| 1970年 （第43回）          |                              |                                    |      |
| ヘレン・ヘイズ             | 大空港                       | エイダ・クォンセット               |      |
| カレン・ブラック           | ファイブ・イージー・ピーセス | レイエット・ディペスト             |      |
| リー・グラント             | 真夜中の青春                 | ジョイス・エンダーズ               |      |
| サリー・ケラーマン         | M★A★S★H マッシュ             | ホットリップス                     |      |
| モーリン・ステイプルトン   | 大空港                       | イネーズ・ゲレーロ                 |      |
| 1971年 （第44回）          |                              |                                    |      |
| クロリス・リーチマン       | ラスト・ショー               | ルース・ポッパー                   |      |
| アン＝マーグレット         | 愛の狩人                     | ボビー                             |      |
| エレン・バースティン       | ラスト・ショー               | ルイス・ファロー                   |      |
| バーバラ・ハリス           | ケラーマン                   | アリソン・デンスモア               |      |
| マーガレット・レイトン     | 恋                           | モーズレー夫人                     |      |
| 1972年 （第45回）          |                              |                                    |      |
| アイリーン・ヘッカート     | バタフライはフリー           | ミセス・ベイカー                   |      |
| ジーニー・バーリン         | ふたり自身                   | リラ・コロドニィ                   |      |
| ジェラルディン・ペイジ     | おかしな結婚                 | ガートルード                       |      |
| スーザン・ティレル         | ゴングなき戦い               | オマ                               |      |
| シェリー・ウィンタース     | ポセイドン・アドベンチャー   | ベル・ローゼン                     |      |
| 1973年 （第46回）          |                              |                                    |      |
| テータム・オニール         | ペーパー・ムーン             | アディ・ロギンス                   |      |
| リンダ・ブレア             | エクソシスト                 | リーガン・マクニール               |      |
| キャンディ・クラーク       | アメリカン・グラフィティ     | デビー・ダンハム                   |      |
| マデリーン・カーン         | ペーパー・ムーン             | トリクシー・デライト               |      |
| シルヴィア・シドニー       | Summer Wishes, Winter Dreams | プリチェット夫人                   |      |
| 1974年 （第47回）          |                              |                                    |      |
| イングリッド・バーグマン   | オリエント急行殺人事件       | グレタ・オルソン                   |      |
| ヴァレンティナ・コルテーゼ | アメリカの夜                 | セヴリーヌ                         |      |
| マデリーン・カーン         | ブレージングサドル           | リリー・フォン・シュタップ         |      |
| ダイアン・ラッド           | アリスの恋                   | フロー・キャッスルベリー           |      |
| タリア・シャイア           | ゴッドファーザー PART II     | コニー・コルレオーネ               |      |
| 1975年 （第48回）          |                              |                                    |      |
| リー・グラント             | シャンプー                   | フェリシア・カープ                 |      |
| ロニー・ブレイクリー       | ナッシュビル                 | バーバラ・ジーン                   |      |
| シルヴィア・マイルズ       | さらば愛しき女よ             | ジェシー・ハルステッド・フロリアン |      |
| リリー・トムリン           | ナッシュビル                 | リネア・リース                     |      |
| ブレンダ・ヴァッカロ       | いくたびか美しく燃え         | リンダ・リッグス                   |      |
| 1976年 （第49回）          |                              |                                    |      |
| ベアトリス・ストレイト     | ネットワーク                 | ルイーズ・シューマッカー           |      |
| ジェーン・アレクサンダー   | 大統領の陰謀                 | ジュディ・ホバック                 |      |
| ジョディ・フォスター       | タクシードライバー           | アイリス                           |      |
| リー・グラント             | さすらいの航海               | リリアン・ローゼン                 |      |
| パイパー・ローリー         | キャリー                     | マーガレット・ホワイト             |      |
| 1977年 （第50回）          |                              |                                    |      |
| ヴァネッサ・レッドグレイヴ | ジュリア                     | ジュリア                           |      |
| レスリー・ブラウン         | 愛と喝采の日々               | エミリア・ロジャース               |      |
| クィン・カミングス         | グッバイガール               | ルーシー・マクファーデン           |      |
| メリンダ・ディロン         | 未知との遭遇                 | ジリアン・ガイラー                 |      |
| チューズデイ・ウェルド     | ミスター・グッドバーを探して | キャサリン・ダン                   |      |
| 1978年 （第51回）          |                              |                                    |      |
| マギー・スミス             | カリフォルニア・スイート     | ダイアナ・バリー                   |      |
| ダイアン・キャノン         | 天国から来たチャンピオン     | ジュリア・ファーンズワース         |      |
| ペネロープ・ミルフォード   | 帰郷                         | ヴィ・マンソン                     |      |
| モーリン・ステイプルトン   | インテリア                   | パール                             |      |
| メリル・ストリープ         | ディア・ハンター             | リンダ                             |      |
| 1979年 （第52回）          |                              |                                    |      |
| メリル・ストリープ         | クレイマー、クレイマー       | ジョアンナ・クレイマー             |      |
| ジェーン・アレクサンダー   | クレイマー、クレイマー       | マーガレット・フェルプス           |      |
| バーバラ・バリー           | ヤング・ゼネレーション       | イヴリン・ストーラー               |      |
| キャンディス・バーゲン     | 結婚ゲーム                   | ジェシカ・ポター                   |      |
| マリエル・ヘミングウェイ   | マンハッタン                 | トレイシー                         |      |

### 1980年代
| 年                                     | 女優名                       | 作品名                       | 役名 |
| -------------------------------------- | ---------------------------- | ---------------------------- | ---- |
| 1980年 （第53回）                      |                              |                              |      |
| メアリー・スティーンバージェン         | メルビンとハワード           | リンダ・ダマー               |      |
| アイリーン・ブレナン                   | プライベート・ベンジャミン   | キャプテン・ドレーン・ルイス |      |
| エヴァ・ル・ガリエンヌ                 | レザレクション/復活          | パール                       |      |
| キャシー・モリアーティ                 | レイジング・ブル             | ビッキー・セイラー・ラモッタ |      |
| ダイアナ・スカーウィッド               | サンフランシスコ物語         | ルイーズ                     |      |
| 1981年 （第54回）                      |                              |                              |      |
| モーリン・ステイプルトン               | レッズ                       | エマ・ゴールドマン           |      |
| メリンダ・ディロン                     | スクープ 悪意の不在          | テレサ・ペロン               |      |
| ジェーン・フォンダ                     | 黄昏                         | チェルシー・セアー・ウェイン |      |
| ジョーン・ハケット                     | 泣かないで                   | トビー・ランドー             |      |
| エリザベス・マクガヴァン               | ラグタイム                   | イヴリン・ネズビット         |      |
| 1982年 （第55回）                      |                              |                              |      |
| ジェシカ・ラング                       | トッツィー                   | ジュリー・ニコルズ           |      |
| グレン・クローズ                       | ガープの世界                 | ジェニー・フィールズ         |      |
| テリー・ガー                           | トッツィー                   | サンディ・レスター           |      |
| キム・スタンレー                       | 女優フランシス               | リリアン・ファーマー         |      |
| レスリー・アン・ウォーレン             | ビクター/ビクトリア          | ノーマ・キャシディ           |      |
| 1983年 （第56回）                      |                              |                              |      |
| リンダ・ハント                         | 危険な年                     | ビリー・クワン               |      |
| シェール                               | シルクウッド                 | ドリー・ペルリカー           |      |
| グレン・クローズ                       | 再会の時                     | サラ・クーパー               |      |
| エイミー・アーヴィング                 | 愛のイエントル               | ハダス                       |      |
| アルフレ・ウッダード                   | クロスクリーク               | Geechee                      |      |
| 1984年 （第57回）                      |                              |                              |      |
| ペギー・アシュクロフト                 | インドへの道                 | ムーア夫人                   |      |
| グレン・クローズ                       | ナチュラル                   | アイリス・ゲインズ           |      |
| リンゼイ・クローズ                     | プレイス・イン・ザ・ハート   | マーガレット・ロマックス     |      |
| クリスティーン・ラーティ               | スイング・シフト             | ヘイゼル・ザヌーシ           |      |
| ジェラルディン・ペイジ                 | パッショネイト 悪の華        | リッター夫人                 |      |
| 1985年 （第58回）                      |                              |                              |      |
| アンジェリカ・ヒューストン             | 女と男の名誉                 | メイローズ・プリッツィ       |      |
| マーガレット・エイヴリー               | カラーパープル               | シャグ・エブリー             |      |
| エイミー・マディガン                   | 燃えてふたたび               | サニー・ソーベル             |      |
| メグ・ティリー                         | アグネス                     | シスター・アグネス           |      |
| オプラ・ウィンフリー                   | カラーパープル               | ソフィア・ジョンソン         |      |
| 1986年 （第59回）                      |                              |                              |      |
| ダイアン・ウィースト                   | ハンナとその姉妹             | ホリー                       |      |
| テス・ハーパー                         | ロンリー・ハート             | チェック・ボイル             |      |
| パイパー・ローリー                     | 愛は静けさの中に             | ノーマン夫人                 |      |
| メアリー・エリザベス・マストラントニオ | ハスラー2                    | カルメン                     |      |
| マギー・スミス                         | 眺めのいい部屋               | シャーロット・バートレット   |      |
| 1987年 （第60回）                      |                              |                              |      |
| オリンピア・デュカキス                 | 月の輝く夜に                 | ローズ・キャストリニ         |      |
| ノルマ・アレアンドロ                   | ギャビー、愛はすべてを越えて | フロレンシア                 |      |
| アン・アーチャー                       | 危険な情事                   | ベス・ギャラガー             |      |
| アン・ラムジー                         | 鬼ママを殺せ                 | リフト夫人                   |      |
| アン・サザーン                         | 八月の鯨                     | ティシャ・ダウティ           |      |
| 1988年 （第61回）                      |                              |                              |      |
| ジーナ・デイヴィス                     | 偶然の旅行者                 | ミュリエル・プリチェット     |      |
| ジョーン・キューザック                 | ワーキング・ガール           | シン                         |      |
| フランシス・マクドーマンド             | ミシシッピー・バーニング     | ペル夫人                     |      |
| ミシェル・ファイファー                 | 危険な関係                   | トゥールベル夫人             |      |
| シガニー・ウィーバー                   | ワーキング・ガール           | キャサリン・パーカー         |      |
| 1989年 （第62回）                      |                              |                              |      |
| ブレンダ・フリッカー                   | マイ・レフトフット           | ミセス・ブラウン             |      |
| アンジェリカ・ヒューストン             | 敵、ある愛の物語             | タマラ                       |      |
| レナ・オリン                           | 敵、ある愛の物語             | マーシャ                     |      |
| ジュリア・ロバーツ                     | マグノリアの花たち           | シェルビー                   |      |
| ダイアン・ウィースト                   | バックマン家の人々           | ヘレン・バックマン           |      |

### 1990年代
| 年                               | 女優名                                | 作品名                         | 役名 |
| -------------------------------- | ------------------------------------- | ------------------------------ | ---- |
| 1990年 （第63回）                |                                       |                                |      |
| ウーピー・ゴールドバーグ         | ゴースト/ニューヨークの幻             | オダ・メイ・ブラウン           |      |
| アネット・ベニング               | グリフターズ/詐欺師たち               | マイラ・ラングトリー           |      |
| ロレイン・ブラッコ               | グッドフェローズ                      | カレン・ヒル                   |      |
| ダイアン・ラッド                 | ワイルド・アット・ハート              | マリエッタ・フォーチュン       |      |
| メアリー・マクドネル             | ダンス・ウィズ・ウルブズ              | 拳を握って立つ女               |      |
| 1991年 （第64回）                |                                       |                                |      |
| マーセデス・ルール               | フィッシャー・キング                  | アン・ナポリターノ             |      |
| ダイアン・ラッド                 | ランブリング・ローズ                  | 母親                           |      |
| ジュリエット・ルイス             | ケープ・フィアー                      | ダニエル・ボーデン             |      |
| ケイト・ネリガン                 | サウス・キャロライナ/愛と追憶の彼方   | ライラ・ウィンゴ・ニューベリー |      |
| ジェシカ・タンディ               | フライド・グリーン・トマト            | ニニー・スレッドグッド         |      |
| 1992年 （第65回）                |                                       |                                |      |
| マリサ・トメイ                   | いとこのビニー                        | モナ・リサ・ヴィト             |      |
| ジュディ・デイヴィス             | 夫たち、妻たち                        | サリー                         |      |
| ジョーン・プロウライト           | 魅せられて四月                        | ミセス・フィッシャー           |      |
| ヴァネッサ・レッドグレイヴ       | ハワーズ・エンド                      | ルース・ウィルコックス         |      |
| ミランダ・リチャードソン         | ダメージ                              | イングリット・フレミング       |      |
| 1993年 （第66回）                |                                       |                                |      |
| アンナ・パキン                   | ピアノ・レッスン                      | フローラ・マクグラス           |      |
| ホリー・ハンター                 | ザ・ファーム 法律事務所               | タミー・ヘンフィル             |      |
| ロージー・ペレス                 | フィアレス                            | カーラ・ロドリゴ               |      |
| ウィノナ・ライダー               | エイジ・オブ・イノセンス/汚れなき情事 | メイ・ウェランド               |      |
| エマ・トンプソン                 | 父の祈りを                            | ギャレス・パース               |      |
| 1994年 （第67回）                |                                       |                                |      |
| ダイアン・ウィースト             | ブロードウェイと銃弾                  | ヘレン・シンクレア             |      |
| ローズマリー・ハリス             | 愛しすぎて/詩人の妻                   | ローズ・ヘーグ＝ウッド         |      |
| ヘレン・ミレン                   | 英国万歳!                             | シャーロット女王               |      |
| ユマ・サーマン                   | パルプ・フィクション                  | ミア・ウォレス                 |      |
| ジェニファー・ティリー           | ブロードウェイと銃弾                  | オリーヴ・ニール               |      |
| 1995年 （第68回）                |                                       |                                |      |
| ミラ・ソルヴィノ                 | 誘惑のアフロディーテ                  | リンダ・アッシュ               |      |
| ジョアン・アレン                 | ニクソン                              | パット・ニクソン               |      |
| キャスリーン・クインラン         | アポロ13                              | マリリン・ラベル               |      |
| メア・ウィニンガム               | ジョージア                            | ジョージア・フロッド           |      |
| ケイト・ウィンスレット           | いつか晴れた日に                      | マリアンヌ・ダッシュウッド     |      |
| 1996年 （第69回）                |                                       |                                |      |
| ジュリエット・ビノシュ           | イングリッシュ・ペイシェント          | ハナ                           |      |
| ジョアン・アレン                 | クルーシブル                          | エリザベス・プロクター         |      |
| ローレン・バコール               | マンハッタン・ラプソディ              | ハンナ・モーガン               |      |
| バーバラ・ハーシー               | ある貴婦人の肖像                      | マダム・セレナ・マーレ         |      |
| マリアンヌ・ジャン＝バプティスト | 秘密と嘘                              | ホーテンス・カンバー           |      |
| 1997年 （第70回）                |                                       |                                |      |
| キム・ベイシンガー               | L.A.コンフィデンシャル                | リン・ブラッケン               |      |
| ジョーン・キューザック           | イン&アウト                           | エミリー・モンゴメリー         |      |
| ミニー・ドライヴァー             | グッド・ウィル・ハンティング/旅立ち   | スカイラー                     |      |
| ジュリアン・ムーア               | ブギーナイツ                          | アンバー・ウェイヴス           |      |
| グロリア・スチュアート           | タイタニック                          | ローズ・カルバート             |      |
| 1998年 （第71回）                |                                       |                                |      |
| ジュディ・デンチ                 | 恋におちたシェイクスピア              | エリザベス1世                  |      |
| キャシー・ベイツ                 | パーフェクト・カップル                | リビー・ホールデン             |      |
| ブレンダ・ブレッシン             | リトル・ヴォイス                      | マリー・ホフ                   |      |
| レイチェル・グリフィス           | ほんとうのジャクリーヌ・デュ・プレ    | ヒラリー・デュ・プレ           |      |
| リン・レッドグレイヴ             | ゴッド・アンド・モンスター            | ハンナ                         |      |
| 1999年 （第72回）                |                                       |                                |      |
| アンジェリーナ・ジョリー         | 17歳のカルテ                          | リサ・ロウ                     |      |
| トニ・コレット                   | シックス・センス                      | リン・シアー                   |      |
| キャサリン・キーナー             | マルコヴィッチの穴                    | マキシン・ランド               |      |
| サマンサ・モートン               | ギター弾きの恋                        | ハッティ                       |      |
| クロエ・セヴィニー               | ボーイズ・ドント・クライ              | ラナ・ティスデイル             |      |

### 2000年代
| 年                           | 女優名                                | 作品名                       | 役名 |
| ---------------------------- | ------------------------------------- | ---------------------------- | ---- |
| 2000年 （第73回）            |                                       |                              |      |
| マーシャ・ゲイ・ハーデン     | ポロック 2人だけのアトリエ            | リー・クラスナー             |      |
| ジュディ・デンチ             | ショコラ                              | アルマンド・ヴォイジン       |      |
| ケイト・ハドソン             | あの頃ペニー・レインと                | ペニー・レイン               |      |
| フランシス・マクドーマンド   | あの頃ペニー・レインと                | エレイン・ミラー             |      |
| ジュリー・ウォルターズ       | リトル・ダンサー                      | ジョージア・ウィルキンソン   |      |
| 2001年 （第74回）            |                                       |                              |      |
| ジェニファー・コネリー       | ビューティフル・マインド              | アリシア・ナッシュ           |      |
| ヘレン・ミレン               | ゴスフォード・パーク                  | ジェーン・ウィルソン         |      |
| マギー・スミス               | ゴスフォード・パーク                  | コンスタンツ・トレンサム     |      |
| マリサ・トメイ               | イン・ザ・ベッドルーム                | ナタリー・ストラウト         |      |
| ケイト・ウィンスレット       | アイリス                              | 若年期のアイリス・マードック |      |
| 2002年 （第75回）            |                                       |                              |      |
| キャサリン・ゼタ＝ジョーンズ | シカゴ                                | ヴェルマ・ケリー             |      |
| キャシー・ベイツ             | アバウト・シュミット                  | ロバータ・ハーツェル         |      |
| ジュリアン・ムーア           | めぐりあう時間たち                    | ローラ・ブラウン             |      |
| クィーン・ラティファ         | シカゴ                                | メイトロン・"ママ"・モートン |      |
| メリル・ストリープ           | アダプテーション                      | スーザン・オーリアン         |      |
| 2003年 （第76回）            |                                       |                              |      |
| レネー・ゼルウィガー         | コールド マウンテン                   | ルビー・シューズ             |      |
| ショーレ・アグダシュルー     | 砂と霧の家                            | ナデレー・ベーラミ           |      |
| パトリシア・クラークソン     | エイプリルの七面鳥                    | ジョーイ・バーンズ           |      |
| マーシャ・ゲイ・ハーデン     | ミスティック・リバー                  | セレステ・ボイル             |      |
| ホリー・ハンター             | サーティーン あの頃欲しかった愛のこと | メラニー・フリーランド       |      |
| 2004年 （第77回）            |                                       |                              |      |
| ケイト・ブランシェット       | アビエイター                          | キャサリン・ヘプバーン       |      |
| ローラ・リニー               | 愛についてのキンゼイ・レポート        | クララ・マクミレン           |      |
| ヴァージニア・マドセン       | サイドウェイ                          | マヤ・ランドール             |      |
| ソフィー・オコネドー         | ホテル・ルワンダ                      | タチアナ・ルセサバギナ       |      |
| ナタリー・ポートマン         | クローサー                            | アリス・エアーズ             |      |
| 2005年 （第78回）            |                                       |                              |      |
| レイチェル・ワイズ           | ナイロビの蜂                          | テッサ・クエイル             |      |
| エイミー・アダムス           | Junebug                               | アシュリー・ジョンスタイン   |      |
| キャサリン・キーナー         | カポーティ                            | ハーパー・リー               |      |
| フランシス・マクドーマンド   | スタンドアップ                        | グローリー・ダッジ           |      |
| ミシェル・ウィリアムズ       | ブロークバック・マウンテン            | アルマ・ビール・デル・マール |      |
| 2006年 （第79回）            |                                       |                              |      |
| ジェニファー・ハドソン       | ドリームガールズ                      | エフィ・ホワイト             |      |
| アドリアナ・バラッザ         | バベル                                | アメリア                     |      |
| ケイト・ブランシェット       | あるスキャンダルについての覚え書き    | シーバ・ハート               |      |
| アビゲイル・ブレスリン       | リトル・ミス・サンシャイン            | オリーヴ・フーヴァー         |      |
| 菊地凛子                     | バベル                                | 綿谷千恵子                   |      |
| 2007年 （第80回）            |                                       |                              |      |
| ティルダ・スウィントン       | フィクサー                            | カレン・クラウダー           |      |
| ケイト・ブランシェット       | アイム・ノット・ゼア                  | ジュード・クイン             |      |
| ルビー・ディー               | アメリカン・ギャングスター            | ママ・ルーカス               |      |
| シアーシャ・ローナン         | つぐない                              | ブライオニー・タリス         |      |
| エイミー・ライアン           | ゴーン・ベイビー・ゴーン              | ヘリーン・マックリーディ     |      |
| 2008年 （第81回）            |                                       |                              |      |
| ペネロペ・クルス             | それでも恋するバルセロナ              | マリア・エレーナ             |      |
| エイミー・アダムス           | ダウト〜あるカトリック学校で〜        | シスター・ジェイムズ         |      |
| ヴィオラ・デイヴィス         | ダウト〜あるカトリック学校で〜        | ミラー夫人                   |      |
| タラジ・P・ヘンソン          | ベンジャミン・バトン 数奇な人生       | クイニー                     |      |
| マリサ・トメイ               | レスラー                              | キャシディ                   |      |
| 2009年 （第82回）            |                                       |                              |      |
| モニーク                     | プレシャス                            | メアリー・リー・ジョンストン |      |
| ペネロペ・クルス             | NINE                                  | カルラ・アルバニーズ         |      |
| ヴェラ・ファーミガ           | マイレージ、マイライフ                | アレックス・ゴーラン         |      |
| マギー・ジレンホール         | クレイジー・ハート                    | ジャン・クラドック           |      |
| アナ・ケンドリック           | マイレージ、マイライフ                | ナタリー・キーナー           |      |

### 2010年代
| 年                             | 女優名                                            | 作品名                           | 役名 |
| ------------------------------ | ------------------------------------------------- | -------------------------------- | ---- |
| 2010年 （第83回）              |                                                   |                                  |      |
| メリッサ・レオ                 | ザ・ファイター                                    | アリス・ウォード                 |      |
| エイミー・アダムス             | ザ・ファイター                                    | シャーリーン・フレミング         |      |
| ヘレナ・ボナム＝カーター       | 英国王のスピーチ                                  | エリザベス王妃                   |      |
| ヘイリー・スタインフェルド     | トゥルー・グリット                                | マティ・ロス                     |      |
| ジャッキー・ウィーヴァー       | アニマル・キングダム                              | ジャニー・"スマーフ"・コディ     |      |
| 2011年 （第84回）              |                                                   |                                  |      |
| オクタヴィア・スペンサー       | ヘルプ 〜心がつなぐストーリー〜                   | ミニー・ジャクソン               |      |
| ベレニス・ベジョ               | アーティスト                                      | ペピィ・ミラー                   |      |
| ジェシカ・チャステイン         | ヘルプ 〜心がつなぐストーリー〜                   | セリア・フット                   |      |
| メリッサ・マッカーシー         | ブライズメイズ 史上最悪のウェディングプラン       | メイガン                         |      |
| ジャネット・マクティア         | アルバート氏の人生                                | ヒューバート・ペイジ             |      |
| 2012年 （第85回）              |                                                   |                                  |      |
| アン・ハサウェイ               | レ・ミゼラブル                                    | ファンティーヌ                   |      |
| エイミー・アダムス             | ザ・マスター                                      | マリー・スー・ドッド             |      |
| サリー・フィールド             | リンカーン                                        | メアリー・トッド・リンカーン     |      |
| ヘレン・ハント                 | セッションズ                                      | シェリル・コーエン＝グリーン     |      |
| ジャッキー・ウィーヴァー       | 世界にひとつのプレイブック                        | ドロレス・ソリータ               |      |
| 2013年 （第86回）              |                                                   |                                  |      |
| ルピタ・ニョンゴ               | それでも夜は明ける                                | パッツィー                       |      |
| サリー・ホーキンス             | ブルージャスミン                                  | ジンジャー                       |      |
| ジェニファー・ローレンス       | アメリカン・ハッスル                              | ロザリン・ローゼンフェルド       |      |
| ジュリア・ロバーツ             | 8月の家族たち                                     | バーバラ・ウェストン＝フォーダム |      |
| ジューン・スキッブ             | ネブラスカ ふたつの心をつなぐ旅                   | ケイト・グラント                 |      |
| 2014年 （第87回）              |                                                   |                                  |      |
| パトリシア・アークエット       | 6才のボクが、大人になるまで。                     | オリヴィア・エヴァンス           |      |
| ローラ・ダーン                 | わたしに会うまでの1600キロ                        | バーバラ・"ボビイ"・グレイ       |      |
| キーラ・ナイトレイ             | イミテーション・ゲーム/エニグマと天才数学者の秘密 | ジョーン・クラーク               |      |
| エマ・ストーン                 | バードマン あるいは（無知がもたらす予期せぬ奇跡） | サム・トムソン                   |      |
| メリル・ストリープ             | イントゥ・ザ・ウッズ                              | 魔女                             |      |
| 2015年 （第88回）              |                                                   |                                  |      |
| アリシア・ヴィキャンデル       | リリーのすべて                                    | ゲルダ・ヴェイナー               |      |
| ジェニファー・ジェイソン・リー | ヘイトフル・エイト                                | デイジー・ドマーグ               |      |
| ルーニー・マーラ               | キャロル                                          | テレーズ・ベリベット             |      |
| レイチェル・マクアダムス       | スポットライト 世紀のスクープ                     | サシャ・ファイファー             |      |
| ケイト・ウィンスレット         | スティーブ・ジョブズ                              | ジョアンナ・ホフマン             |      |
| 2016年 （第89回）              |                                                   |                                  |      |
| ヴィオラ・デイヴィス           | フェンス                                          | ローズ・マクソン                 |      |
| ナオミ・ハリス                 | ムーンライト                                      | ポーラ                           |      |
| ニコール・キッドマン           | LION/ライオン 〜25年目のただいま〜                | スー・ブライアリー               |      |
| オクタヴィア・スペンサー       | ドリーム                                          | ドロシー・ヴォーン               |      |
| ミシェル・ウィリアムズ         | マンチェスター・バイ・ザ・シー                    | ランディ・チャンドラー           |      |
| 2017年 （第90回）              |                                                   |                                  |      |
| アリソン・ジャネイ             | アイ,トーニャ 史上最大のスキャンダル              | ラヴォナ・ゴールデン             |      |
| メアリー・J. ブライジ          | マッドバウンド 哀しき友情                         | フローレンス・ジャクソン         |      |
| レスリー・マンヴィル           | ファントム・スレッド                              | シリル・ウッドコック             |      |
| ローリー・メトカーフ           | レディ・バード                                    | マリオン・マクファーソン         |      |
| オクタヴィア・スペンサー       | シェイプ・オブ・ウォーター                        | ゼルダ・フラー                   |      |
| 2018年 （第91回）              |                                                   |                                  |      |
| レジーナ・キング               | ビール・ストリートの恋人たち                      | シャロン・リヴァーズ             |      |
| エイミー・アダムス             | バイス                                            | リン・チェイニー                 |      |
| マリーナ・デ・タビラ           | ROMA/ローマ                                       | ソフィア                         |      |
| エマ・ストーン                 | 女王陛下のお気に入り                              | アビゲイル・メイシャム           |      |
| レイチェル・ワイズ             | 女王陛下のお気に入り                              | サラ・チャーチル                 |      |
| 2019年 （第92回）              |                                                   |                                  |      |
| ローラ・ダーン                 | マリッジ・ストーリー                              | ノラ・ファンショー               |      |
| キャシー・ベイツ               | リチャード・ジュエル                              | バーバラ・"ボビー"・ジュエル     |      |
| スカーレット・ヨハンソン       | ジョジョ・ラビット                                | ロージー・ベッツラー             |      |
| フローレンス・ピュー           | ストーリー・オブ・マイライフ/わたしの若草物語     | エイミー・マーチ                 |      |
| マーゴット・ロビー             | スキャンダル                                      | ケイラ・ポシュピシル             |      |

### 2020年代
| 年                             | 女優名                                                                | 作品名                                 | 役名 |
| ------------------------------ | --------------------------------------------------------------------- | -------------------------------------- | ---- |
| 2020/21年 （第93回）           |                                                                       |                                        |      |
| ユン・ヨジョン                 | ミナリ                                                                | スンジャ                               |      |
| マリア・バカローヴァ           | 続・ボラット 栄光ナル国家だったカザフスタンのためのアメリカ貢ぎ物計画 | トゥーター・サグディエフ               |      |
| グレン・クローズ               | ヒルビリー・エレジー 郷愁の哀歌                                       | ボニー・"マモーウ"・ヴァンス           |      |
| オリヴィア・コールマン         | ファーザー                                                            | アン                                   |      |
| アマンダ・サイフリッド         | Mank/マンク                                                           | マリオン・デイヴィス                   |      |
| 2021年 （第94回）              |                                                                       |                                        |      |
| アリアナ・デボーズ             | ウエスト・サイド・ストーリー                                          | アニータ                               |      |
| ジェシー・バックリー           | ロスト・ドーター                                                      | レダ・カルーソ                         |      |
| ジュディ・デンチ               | ベルファスト                                                          | グラニー                               |      |
| キルスティン・ダンスト         | パワー・オブ・ザ・ドッグ                                              | ローズ・ゴードン                       |      |
| アーンジャニュー・エリス       | ドリームプラン                                                        | オラシーヌ・"ブランディ"・プライス     |      |
| 2022年 （第95回）              |                                                                       |                                        |      |
| ジェイミー・リー・カーティス   | エブリシング・エブリウェア・オール・アット・ワンス                    | ディアドレ・ボーバードレ               |      |
| アンジェラ・バセット           | ブラックパンサー/ワカンダ・フォーエバー                               | ラモンダ                               |      |
| ホン・チャウ                   | ザ・ホエール                                                          | リズ                                   |      |
| ケリー・コンドン               | イニシェリン島の精霊                                                  | シボーン・スィーリアバイン             |      |
| ステファニー・スー             | エブリシング・エブリウェア・オール・アット・ワンス                    | ジョイ・ワン/ジョブ・トゥパキ          |      |
| 2023年 （第96回）              |                                                                       |                                        |      |
| ダヴァイン・ジョイ・ランドルフ | ホールドオーバーズ 置いてけぼりのホリディ                             | メアリー・ラム                         |      |
| エミリー・ブラント             | オッペンハイマー                                                      | キャサリン・"キティ"・オッペンハイマー |      |
| ダニエル・ブルックス           | カラーパープル                                                        | ソフィア・ジョンソン                   |      |
| アメリカ・フェレーラ           | バービー                                                              | グロリア                               |      |
| ジョディ・フォスター           | ナイアド 〜その決意は海を越える〜                                     | ボニー・ストール                       |      |
| 2024年 （第97回）              |                                                                       |                                        |      |
| ゾーイ・サルダナ               | エミリア・ペレス                                                      | リタ・モラ・カストロ                   |      |
| モニカ・バルバロ               | 名もなき者/A COMPLETE UNKNOWN                                         | ジョーン・バエズ                       |      |
| アリアナ・グランデ             | ウィキッド ふたりの魔女                                               | グリンダ・アップランド                 |      |
| フェリシティ・ジョーンズ       | ブルータリスト                                                        | エルジェーベト・トート                 |      |
| イザベラ・ロッセリーニ         | 教皇選挙                                                              | アグネス                               |      |